# 新梳鈎鯰
新梳鈎鯰，為輻鰭魚綱鯰形目甲鯰科的其中一種，為熱帶淡水魚，分布於南美洲委內瑞拉奧里諾科河中游流域，體長可達15.7公分，棲息在泥底質的底層水域，生活習性不明。

## 扩展阅读
維基物種上的相關：新梳鈎鯰